# ميشيل جوتوديا
ميشيل جوتوديا (بالفرنسية: Michel Djotodia)‏ الرئيس الخامس لجمهورية أفريقيا الوسطى وهو سياسي وقائد عسكري أطاح بالرئيس فرانسوا بوزيزيه، وقد كان أبرز قادة تحالف سيليكا في تمرد في ديسمبر عام 2012 وذلك عقب اتفاق السلام، وقد عين في منصب نائب رئيس الوزراء ووزير الدفاع الوطني في فبراير عام 2013. استقال من منصبة كرئيس لجمهورية أفريقيا الوسطى إثر تواصل أعمال العنف الطائفي في البلاد وعجزه عن السيطرة على الوضع، ليقيم بعد ذلك في المنفى في بنين.